# 若駒ステークス
若駒ステークス（わかごまステークス）とは日本中央競馬会（JRA）が京都競馬場の芝2000メートルで施行する特別（OP）競走で、国際的にはリステッド競走に格付けされている競走である。

## 概要
京都競馬場の4歳（現3歳）の混合の別定の芝2000mのオープン特別競走、ジュニアステークスとして施行されたのが始まり。
1989年に現在の若駒ステークスに改称され、1994年は京都競馬場の改修工事のため阪神競馬場で施行され、1996年から特別指定交流競走に指定された。尚、1998年のみ芝2200mで施行されている。
クラシック競走のトライアル競走への登竜門の1つで、2歳末にデビューをした有力馬が出走する事もあり、クラシック戦線を占うのに重要な1戦になる場合がある。
出走資格は、サラ系3歳（旧4歳）のJRA所属の競走馬（外国産馬含む）とJRAに認定された地方所属の競走馬（5頭まで）及び外国調教馬。
負担重量は別定で57キロ、牝馬は2キロ減を基本とし収得賞金額1,200万円毎に1キロの負担が課せられる。
総額賞金は3800万円で1着賞金2000万円、2着賞金800万円、3着賞金500万円、4着賞金300万円、5着賞金200万円と定められている。
なお1956年10月21日に東京競馬場でジュニヤーステークスという旧3歳重賞が行われたことがあるが、この競走は1回限りで廃止になっている。ちなみにその競走の優勝馬はラプソデーで、後に菊花賞を優勝している。

## 歴史
- 1985年 - 京都競馬場の4歳（現3歳）の混合の別定の芝2000mのオープン特別競走、ジュニアステークスとして施行。
- 1989年 - 名称を若駒ステークスに変更。
- 1994年 - 京都競馬場の改修工事により阪神競馬場の芝2000mで施行。
- 1996年 - 特別指定交流競走に指定。
- 1998年 - 施行距離を芝2200mに変更。
- 1999年 - 施行距離を芝2000mに戻す。
- 2000年 - 兵庫県競馬組合（西脇）所属のダイトクヒテンが優勝。
- 2001年 - 馬齢表示の国際基準への変更に伴い、出走条件が「4歳」から「3歳」に変更。
- 2006年 - 武豊が騎手として史上初の5連覇。
- 2008年 - アインラクスとジュウクリュウシンが同着優勝。
- 2019年 - 国際競走及びリステッド競走に指定される[2]。
- 2021年
  - 京都競馬場の整備工事に伴い、中京競馬場の芝2000mで施行（2022年・2023年も同様）[3]。
  - 新型コロナウイルス感染拡大防止のため「無観客競馬」として実施[4]。
- 2025年 - 阪神競馬場のスタンドリフレッシュ工事に伴う開催日割変更のため、中京競馬場の芝2000mで施行。

## 歴代優勝馬
コース種別を表記していない距離は、芝コースを表す。
馬齢は2001年以降の表記に統一する。

### ジュニアステークス
| 施行日        | 競馬場 | 距離  | 条件     | 優勝馬             | 性齢 | タイム | 優勝騎手 | 管理調教師 |
| ------------- | ------ | ----- | -------- | ------------------ | ---- | ------ | -------- | ---------- |
| 1985年1月19日 | 京都   | 2000m | オープン | チクシスワロー     | 牝3  | 2:06.5 | 原田雄二 | 野元昭     |
| 1986年1月18日 | 京都   | 2000m | オープン | ワインボーイ       | 牡3  | 2:04.5 | 本田優   | 星川薫     |
| 1987年1月24日 | 京都   | 2000m | オープン | エイシンテンペスト | 牡3  | 2:05.7 | 丸山勝秀 | 湯浅三郎   |
| 1988年1月23日 | 京都   | 2000m | オープン | バンダムテスコ     | 牡3  | 2:06.2 | 田原成貴 | 湯浅三郎   |

### 若駒ステークス
| 施行日        | 競馬場 | 距離  | 条件       | 優勝馬             | 性齢 | タイム | 優勝騎手   | 管理調教師 |
| ------------- | ------ | ----- | ---------- | ------------------ | ---- | ------ | ---------- | ---------- |
| 1989年1月21日 | 京都   | 2000m | オープン   | タニノジュニアス   | 牡3  | 2:05.5 | 武豊       | 古川平     |
| 1990年1月20日 | 京都   | 2000m | オープン   | ハクタイセイ       | 牡3  | 2:04.0 | 須貝尚介   | 布施正     |
| 1991年1月19日 | 京都   | 2000m | オープン   | トウカイテイオー   | 牡3  | 2:01.4 | 安田隆行   | 松元省一   |
| 1992年1月25日 | 京都   | 2000m | オープン   | ナリタタイセイ     | 牡3  | 2:04.2 | 武豊       | 中尾謙太郎 |
| 1993年1月23日 | 京都   | 2000m | オープン   | サンエイキッド     | 牡3  | 2:02.7 | 安田隆行   | 古川平     |
| 1994年1月22日 | 阪神   | 2000m | オープン   | エイシンセンネン   | 牝3  | 2:05.2 | 南井克巳   | 星川薫     |
| 1995年1月29日 | 京都   | 2000m | オープン   | イブキタモンヤグラ | 牡3  | 2:03.9 | 河内洋     | 長浜博之   |
| 1996年1月21日 | 京都   | 2000m | オープン   | ヒシナタリー       | 牝3  | 2:03.4 | 角田晃一   | 佐山優     |
| 1997年1月19日 | 京都   | 2000m | オープン   | エリモダンディー   | 牡3  | 2:02.7 | 松永幹夫   | 大久保正陽 |
| 1998年2月22日 | 京都   | 2200m | オープン   | ジムカーナ         | 牡3  | 2:17.8 | 植野貴也   | 梅内忍     |
| 1999年2月21日 | 京都   | 2000m | オープン   | ニシノセイリュウ   | 牡3  | 2:04.0 | 河内洋     | 松田正弘   |
| 2000年1月22日 | 京都   | 2000m | オープン   | ダイトクヒテン     | 牡3  | 2:03.7 | 田中学     | 田中道夫   |
| 2001年1月22日 | 京都   | 2000m | オープン   | アグネスゴールド   | 牡3  | 2:02.6 | 河内洋     | 長浜博之   |
| 2002年1月19日 | 京都   | 2000m | オープン   | モノポライザー     | 牡3  | 2:02.9 | 武豊       | 橋口弘次郎 |
| 2003年1月25日 | 京都   | 2000m | オープン   | リンカーン         | 牡3  | 2:02.3 | 武豊       | 音無秀孝   |
| 2004年1月24日 | 京都   | 2000m | オープン   | ブラックタイド     | 牡3  | 2:02.5 | 武豊       | 池江泰郎   |
| 2005年1月22日 | 京都   | 2000m | オープン   | ディープインパクト | 牡3  | 2:00.8 | 武豊       | 池江泰郎   |
| 2006年1月21日 | 京都   | 2000m | オープン   | フサイチジャンク   | 牡3  | 2:03.0 | 武豊       | 池江泰寿   |
| 2007年1月20日 | 京都   | 2000m | オープン   | モチ               | 牡3  | 2:05.2 | 岩田康誠   | 田中章博   |
| 2008年1月26日 | 京都   | 2000m | オープン   | アインラクス       | 牡3  | 2:04.4 | 福永祐一   | 池江泰寿   |
| 2008年1月26日 | 京都   | 2000m | オープン   | ジュウクリュウシン | 牡3  | 2:04.4 | 藤田伸二   | 昆貢       |
| 2009年1月24日 | 京都   | 2000m | オープン   | アンライバルド     | 牡3  | 2:02.2 | 岩田康誠   | 友道康夫   |
| 2010年1月23日 | 京都   | 2000m | オープン   | ヒルノダムール     | 牡3  | 2:02.0 | 藤田伸二   | 昆貢       |
| 2011年1月22日 | 京都   | 2000m | オープン   | リベルタス         | 牡3  | 2:01.7 | 福永祐一   | 角居勝彦   |
| 2012年1月21日 | 京都   | 2000m | オープン   | ゼロス             | 牡3  | 2:05.3 | 川田将雅   | 領家政蔵   |
| 2013年1月19日 | 京都   | 2000m | オープン   | リヤンドファミユ   | 牡3  | 2:01.7 | 池添謙一   | 池江泰寿   |
| 2014年1月25日 | 京都   | 2000m | オープン   | トゥザワールド     | 牡3  | 2:00.0 | 川田将雅   | 池江泰寿   |
| 2015年1月24日 | 京都   | 2000m | オープン   | アダムスブリッジ   | 牡3  | 2:01.1 | 和田竜二   | 石坂正     |
| 2016年1月23日 | 京都   | 2000m | オープン   | マカヒキ           | 牡3  | 2:02.4 | C.ルメール | 友道康夫   |
| 2017年1月21日 | 京都   | 2000m | オープン   | アダムバローズ     | 牡3  | 2:01.7 | 池添謙一   | 角田晃一   |
| 2018年1月20日 | 京都   | 2000m | オープン   | ケイティクレバー   | 牡3  | 2:02.7 | 小林徹弥   | 目野哲也   |
| 2019年1月19日 | 京都   | 2000m | リステッド | ヴェロックス       | 牡3  | 2:00.7 | 川田将雅   | 中内田充正 |
| 2020年1月26日 | 京都   | 2000m | リステッド | ケヴィン           | 牡3  | 2:02.5 | 和田竜二   | 長谷川浩大 |
| 2021年1月23日 | 中京   | 2000m | リステッド | ウインアグライア   | 牝3  | 2:03.8 | 和田竜二   | 和田雄二   |
| 2022年1月22日 | 中京   | 2000m | リステッド | リューベック       | 牡3  | 2:02.2 | 池添謙一   | 須貝尚介   |
| 2023年1月21日 | 中京   | 2000m | リステッド | マイネルラウレア   | 牡3  | 2:02.9 | 川田将雅   | 宮徹       |
| 2024年1月20日 | 京都   | 2000m | リステッド | サンライズジパング | 牡3  | 2:02.8 | 武豊       | 音無秀孝   |
| 2025年1月25日 | 中京   | 2000m | リステッド | ジュタ             | 牡3  | 2:02.3 | 坂井瑠星   | 矢作芳人   |